# 硝酸锰
硝酸锰是一种无机化合物，化学式Mn(NO3)2，为无色固体或浅粉红色结晶。其溶液为粉红色。

## 性质
四水合硝酸锰是一种无色或玫瑰红色单斜结晶，易溶于水并产生淡粉红色的溶液（而硫酸锰溶液几乎为无色），微溶于醇。工业品通常为含61％和70％的硝酸锰溶液。

## 制备
1、软锰矿与煤粉焙烧产生一氧化锰，然后与硝酸反应，后经过滤、浓缩，得到硝酸锰溶液。
{\displaystyle {\rm {\ MnO_{2}+C/CO\rightarrow MnO+CO/CO_{2}\uparrow }}}
{\displaystyle {\rm {\ MnO+2HNO_{3}\rightarrow Mn(NO_{3})_{2}+H_{2}O}}}
2、金属锰与稀硝酸反应并经过净化、过滤得到硝酸锰溶液。
{\displaystyle {\rm {\ 3Mn+8HNO_{3}\rightarrow 3Mn(NO_{3})_{2}+2NO+4H_{2}O}}}
3、由五氧化二氮和无水氯化锰反应，得到Mn(NO3)2·N2O4，真空加热到90℃即可。

## 用途
用作制造二氧化锰的原料和中间体，以及金属磷化剂和陶瓷着色剂。